# ماريانو بوليدو
ماريانو بوليدو (بالإسبانية: Mariano Pulido)‏ (22 أغسطس 1956 في إسبانيا - 2 أبريل 2013 في إسبانيا) هو مدرب كرة قدم ولاعب كرة قدم إسباني في مركز الدفاع، شارك في الألعاب الأولمبية الصيفية 1976. وشارك مع منتخب إسبانيا تحت 18 سنة لكرة القدم ومنتخب إسبانيا لكرة القدم. أما مع النوادي، فقد لعب مع إشبيلية أتلتيكو وإيسيخا بالومبيي ونادي إشبيلية ونادي إلتشي ونادي كاستييون وAgD Ceuta ‏ وLinares CF ‏.

## وصلات خارجية
- ماريانو بوليدو على موقع الاتحاد الدولي (مؤرشف)  (الإنجليزية)
- ماريانو بوليدو على موقع قاعدة بيانات كرة القدم.إي يو (الإنجليزية)
- ماريانو بوليدو على موقع أوليمبيديا (الإنجليزية)